# Армейский котелок
Котело́к арме́йский (солдатский, также походный котелок) — полевая (походная) посуда, находящаяся на оснащении военнослужащих многих государств мира.

## История
В Российской Императорской армии использовались индивидуальные (одиночные) пехотные котелки с дужкой из проволоки и крышкой, изготовленные из стали (с 1862 года) или красной меди (с 1871 года), а также медные кавалерийские котелки (один на трех человек) (с 1871 года). В 1895 году кавалерийские котелки стали заменяться на индивидуальные (одиночные). Котелки изготавливались в соответствии с особыми требованиями, утвержденными приказами.
- Пиратский К. К. Рядовые полков Лейб-Гвардии Преображенского и Московского. На ранце рядового  (справа) закреплён котелок. 1862 год[5]
- Русские войска на привале в Салониках, 1916 год
- Советские солдаты у котелка. Северо-Западный фронт, 1941 год

## Конструкция
Наиболее распространённый вариант представляет собой ёмкость с выпукло-вогнутым профилем дна, вогнутым с одной стороны. Но может иметь и сферическую форму. Снабжается проволочной рукояткой-петлёй для подвешивания и переноски. При ношении на поясном ремне вогнутая сторона должна располагаться к телу. Крышка котелка может использоваться в качестве сковороды при разогреве или приготовлении второго блюда. Рукоятка крышки предназначена для её удерживания, надёжно запирает крышку при переноске, в специальные отверстия на рукоятке вставляется столовая ложка.
Неосесимметричная, но хорошо известная, форма солдатского котелка делает его удобным предметом для исследований по глубокой вытяжке металла.

## В ВС России
В ВС России (а до того — СССР) котелки относят к имуществу продовольственной службы.
У используемого в ВС России образца габаритные размеры: 150 × 100 × 170 мм, объём котелка 1,3 литра, объём крышки 0,5 литра. Сделан из пищевого алюминия, окрашен в зелёный цвет. При опускании ручки в одну сторону она опускается полностью, уменьшая габариты котелка при размещении в рюкзаке (вещевом мешке), а в другую — остаётся торчать в сторону.
Схожие котелки употреблялись советскими, немецкими, итальянскими и японскими войсками во время второй мировой войны.
При раздаче пищи в полевых условиях (приготовлена на полевой кухне) повар первое блюдо наливает собственно в котелок, а второе блюдо и пайку хлеба накладывает в крышку.
При приготовлении еды военнослужащие объединяются по двое: в одном котелке варят первое блюдо, в другом — второе. Второй котелок также используется для приготовления чая.
В ВДВ России принят несколько изменённый вариант — котелок с вставляемой в него флягой (В СССР приказом № 78 от 17.09.59 «О принятии на снабжение Воздушно-десантных войск алюминиевого комбинированного котелка с флягой»). У первых образцов комбинированного котелка фляга была выполнена с завальцованным фланчиком. В 1989 году к нему добавился подкотельник с ручкой, и немного изменилась форма фляжки. Размер всего комплекта в собранном виде: 182 × 160 × 90 мм, элементы выполнены из пищевого алюминия.
Котелок ёмкостью 1 литр, имеет прямоугольную дужку, масса — 200 г. Миска-подкотельник ёмкостью 0,5 литра, масса — 140 г. В комплекте присутствует фляга (объем 1 литр при весе в 220 г.).
Масса всего комплекта:
пустого — 560 г.
наполненного водой — 1,560 г.
полная масса в чехле без воды — 640 г.
Также комплект фляга-котелок ВДВ возможно использовать для получения чистой пресной воды путем дистилляции, например, соленой морской воды.

## В армии Франции[10]
В 1852 году на снабжение был принят очередной вариант котелка — gamelle individuelle modèle 1852. Он не был предназначен для приготовления пищи, а лишь для получения её с полевых кухонь. Котелок представлял собой чашу из лужёной стали в форме перевёрнутого усечённого конуса, с двумя ручками и крышкой, прикреплённой на цепочке. Детали корпуса соединялись различными способами, в частности, при помощи пайки, скобками или заклёпками. Через ручки корпуса и крышки продевался ремень для крепления поверх солдатского ранца. В 1915 году состав комплекта был дополнен внутренней тарелкой с прорезью для прилагавшейся к ней съёмной ручки (наподобие чапельника). По некоторым данным, этот тип котелка существовал в двух основных модификациях: пехотной, ёмкостью 1,25 л, и кавалерийской (1,5 л). В дополнение к котелку, также выдавалась кружка подобной формы (gobelet или quart), ёмкостью 0,25 л. Спустя 100 лет использования котелок последующего типа так и не заменил полностью старую модель, она выдавалась солдатам до 1950-х годов.
Новый тип был принят в 1935 году. Это был алюминиевый котелок прямоугольной формы, напоминающий германские образцы, также с внутренней тарелкой и крышкой с проволочной ручкой. В этом котелке можно было готовить. Применялся как минимум до войны в Индокитае, а гражданские версии встречались в ассортименте магазинов для туризма до 1980-х гг.
В течение Второй мировой войны некоторые французские военные формирования снабжались снаряжением британского и американского образца, в т.ч. котелками и прочей подобной утварью.
В конце 1940-х годов Франция получала от различных германских производителей в счёт репарационных платежей также и немецкие котелки образца 1931 года, но с проволочными ручками крышки французского типа.
Очередная модель, появившаяся в 1952 году, совмещала конструктивные особенности британских и американских котелков. Она представляла собой три вставлявшиеся одна в другую разноразмерные прямоугольные ёмкости, две из которых были с прочной складной ручкой.
В 2000-х её сменил подобный же котелок более округлых форм, из двух частей (нержавеющая сковорода с тефлоновым покрытием и крышка/тарелка).

## В армии Великобритании
В британской армии котелки (mess tins) использовались по меньшей мере со времён наполеоновских войн. В то время они представляли собой D-образные ёмкости из лужёного железа с паяными швами; в комплект входил собственно котелок с дужкой, крышка (которая также могла использоваться как сковородка) и глубокая тарелка. У двух последних деталей имелись проволочные ручки, наличие и расположение которых варьировалось в зависимости от модели. Известны котелки подобного типа образцов 1810, 1854 и 1874 гг. Котелки кавалерии были цилиндрическими.
Для снаряжения 1937 Pattern был разработан прямоугольный двухсекционный котелок с длинными складными проволочными ручками. Для питья горячих жидкостей выдавалась жестяная эмалированная кружка. Сохранялась прямоугольная же фляга с пробкой от снаряжения прошлого типа (1908 Pattern), с тем же чехлом, но с изменённым креплением.
В современных британских вооружённых силах котелки используются до сих пор, хотя многие солдаты предпочитают разогревать пищу в выпускаемых частными компаниями больших металлических кружках со складными ручками (напр. Crusader). В качестве источника тепла обычно используются стандартные складные горелки и сухое горючее FireDragon.

## В армии США
Армия США уже с 1930-х годов полностью полагалась на централизованное приготовление питания, в отличие от большинства других армий того времени; поэтому вместо котелка солдатам выдавался набор для еды (англ. mess kit, ср. с британским англ. mess tin). Набор состоял из сравнительно неглубоких блюд и ложки с вилкой. Первые его образцы появились в 1874 году. Вслед за использовавшимся во время Первой мировой войны комплектом обр. 1910 года и сходного M-1918, появились отличавшиеся несколько более глубокой миской наборы M-1926, M-1932, и M-1942.
Предполагалось, что подобные наборы будут применяться преимущественно для разогрева консервов, входивших в "резервный паёк" (в 1938-1958 гг — "паёк типа C", затем MCI). Дополнительным элементом утвари для приготовления пищи также была металлическая кружка для фляги, в которой можно было кипятить воду для кофе (или супа) на горючем геле Sterno (после Второй мировой войны также на сухом горючем).
В настоящее время в полевых условиях используются рационы, в состав которых входит одноразовая пластмассовая посуда. Кроме того, у появившихся в 1981 году пайков MRE разогрев продуктов осуществляется посредством пакета с беспламенным химическим нагревателем.

## Достоинства и недостатки котелка
Плюсы
- легкий, относительно прочный, дешёвый
- вместителен
- удобен при переноске на боку, десантный вариант вмещает в себя флягу, что позволяет более компактно расположить вещи
- крышка предохраняет содержимое от загрязнения и позволяет пище дольше оставаться горячей
- может использоваться для приготовления пищи на костре или горелке
- может использоваться как емкость для переноски и сохранения вещей, например патронов[11].

Минусы
- центр тяжести смещён вбок и поэтому не всегда устойчив
- высокие стенки делают приём пищи из котелка менее удобным, чем из тарелки
- плохо подходит для длительной переноски воды
- при приготовлении пищи на костре возможна сильная деформация дужки котелка под воздействием жара
- в десантном варианте требует тщательной очистки перед укладкой в походное состояние.